# Lucillo Grassi
Lucillo Grassi (Storo, 7 gennaio 1895 – Red Bank, 3 febbraio 1971) è stato un pittore italiano.

## Primo periodo in Italia
Nasce a Storo il 7 gennaio 1895 da Domenico e Anna Zocchi.
Frequenta l'Accademia di Belle Arti di Venezia, i corsi di Ettore Tito per la figura, di Beppe Ciardi per il paesaggio, di Emanuele Brugnoli per l'incisione, di Augusto Sezanne per l'ornato e l'architettura, conseguendo nel 1917 il diploma. A Venezia frequenta i conterranei Umberto Moggioli, Roberto Iras Baldessari, Mario Disertori, e assimila le varie novità del tempo proposte alla Biennale internazionale d'arte e alle mostre di Ca' Pesaro.
Durante gli studi, per l'impegno e la bravura, riceve un premio di 500 lire per un viaggio di istruzione a Innsbruck, dove espone, e altri riconoscimenti in fiorini. 
Sull'esempio del maestro Brugnoli esegue un gruppo di acqueforti con vedute e scorci di Venezia e della propria terra. 
Dopo un soggiorno a Milano, partecipa con dipinti di grande formato di gusto Secessionista e Nabis, alle principali esposizioni del tempo: a Torino con il trittico La Processione e a Napoli con Sorelle.

## Primo periodo negli Stati Uniti
Nel 1922 emigra negli Stati Uniti, su invito del conterraneo Silvio Bernardi. A New York diventa segretario dell'“Associazione politica tra gli italiani redenti” e sposa la roveretana Alberta Hofer.
Nel 1923 dipinge il catino dell'abside della Chiesa di S. Domenico nel Bronx a New York e si specializza nella decorazione realizzando numerosi affreschi e grandi tele in teatri, hotel, banche e ville, insieme all'architetto Whitney Warren e agli italiani Borgia e Smeraldi. Ospita per un breve periodo il futurista Fortunato Depero giunto in America alla ricerca di nuove esperienze.

## Secondo periodo in Italia
Con il crollo della borsa di Wall Street e la Grande depressione del 1929, ritorna in Italia stabilendosi a Rovereto, allora vivace centro animato dalla presenza di numerosi artisti. Si dedica all'arte sacra realizzando numerosi affreschi e pale d'altare nel Trentino e nel Meridione, dove viveva il fratello Iginio Grassi, dai trascorsi giovanili futuristi, poi ingegnere capo del Comune di Brindisi, suo consigliere e punto di riferimento con il quale amava confrontarsi.
Nel ottobre-novembre 1940 partecipa alla IX mostra del Sindacato fascista belle arti a Bolzano con un ritratto, eseguito assieme a Roberto Iras Baldessari, di Italo Balbo, ottenendo il terzo premio nella categoria delle opere che esaltavano l'"era di Mussolini".
Con la sua indiscussa abilità nel trattare le tematiche sacre ad affresco su ampie superfici, nel solco della tradizione e dei grandi maestri del passato, Lucillo esegue a ritmo serrato l'intera decorazione del Santuario della Madonna della Catena a Laurignano di Cosenza, nel 1942 gli affreschi a Bisignano (Cosenza), nel 1942-1944 nella chiesa di Dipignano, nella Chiesa dei santi Cosma e Damiano a Brindisi, nella parrocchiale di Scorrano (Lecce), nella Chiesa di San Pietro a Mendicino (Cosenza) e a Monopoli. 
Nel Trentino dipinge nel 1939 a Tiarno di Sopra l'affresco sulla facciata della parrocchiale; dal 1946 al 1950 l'intera decorazione della chiesa parrocchiale e sacrestia di Grigno dedicata a San Giacomo apostolo, ideando gruppi di figure nella navata, presbiterio che accoglie anche le scene con la Vocazione di s. Giacomo e la Condanna al martirio, la Via Crucis (1947) nelle navate laterali e in controffacciata la scena della Madonna in gloria tra angeli musicanti e santi, e la cappella battesimale; nel 1947 la chiesa di San Leonardo di Castelnuovo in Valsugana. A Storo dipinge diversi affreschi sacri sulla roccia della via per Terramonte, per la Madonna dell'Aiuto a Lodrone, e pale: San Sebastiano e San Rocco per l'edicola nel centro del paese (Consorzio Elettrico); San Maurizio per la chiesetta dei Morti, oltre ai Santi Fabiano e Sebastiano per la chiesa dei frati di Brindisi, all'ovale di San Giovanni Bosco per la chiesa delle Grazie a Rovereto, ai numerosi dipinti per il Santuario della Madonna della Catena a Laurignano.
Parallelamente si dedica all'insegnamento di disegno e al restauro delle tele nella Chiesa di San Floriano di Storo.
Accanto ai soggetti sacri, egli ama incidere e dipingere ritratti, paesaggi e nature morte, che spesso propone alle principali esposizioni del tempo sia in Italia (Esposizione d'arte di Torino, Permanente di Milano, Biennale di Napoli, Mostra di artisti veneziani a Venezia), che negli States a New York (National Academy, Independent artist) e a Washington. Nel 1939 partecipa al Premio Cremona, istituito l'anno prima da Roberto Farinacci, con il dipinto Italiani a New York (donato nel 1971 dalla vedova dell'artista al Comune di Storo) classificandosi terzo, alle Sindacali del 1939 Natura morta e Dopo il bagno, del 1940 Siesta e Natura Morta, Italo Balbo eseguito insieme a Iras Baldessari; alla Mostra nazionale del Paesaggio del Garda del 1947, con "Il bivio del Ponale", alla Prima mostra regionale d'arte figurativa del 1948 a Trento, nel 1954 e 1955 alle collettive degli incisori veneti, insieme all'amico conterraneo e grande incisore Remo Wolf (a Ca' Giustinian, seconda collettiva dell'Associazione degli incisori veneti, con cinque acqueforti: Il sogno di San Lorenzo, New York, I ponti di Brooklyn e Manhattan, La fontana di Nettuno e Piazza della pesa a Rovereto, e la Torre), fino al 1955 quando decide di ritornare negli Stati Uniti.

## Secondo periodo negli Stati Uniti
Grazie alla sua cultura e profonda conoscenza delle tecniche pittoriche, soprattutto dell'affresco, riprende l'attività di frescante nelle principali città: Toronto, Boston, Philadelphia e Washington, in un susseguirsi di nuove soddisfazioni culminanti nel prestigioso incarico di decorare a Washington la sala da pranzo della Blair house, dépendance della Casa Bianca destinata agli ospiti illustri, nell'ambito dei lavori di abbellimento voluti da Jacqueline Kennedy; e poi la sala da pranzo della villa di New York del cognato di Aristotele Onassis, fino alla grande decorazione su tela di grande formato di venti metri per cinque, applicata a sezioni, raffigurante la Vecchia Londra per l'entrata di un hotel di Filadelfia.
Lucillo fu attivo fino a poco prima di morire il 3 febbraio 1971 a Red Bank. 
Al termine di un lungo viaggio all'insegna dell'arte tra l'Italia e gli States svolto con impegno e lontano dai clamori, le sue ceneri riposano ora nel Cimitero di Storo, nell'amato Trentino che egli aveva sempre nel cuore e rievocava con nostalgia pensando ai luoghi cari e agli amici lontani come Iras Baldessari, Giovanni Giovannini, Riccardo Maroni, Giuliano Giuliani, Antonio Carbonati, Remo Wolf e il compositore Renato Dionisi.
Sue opere sono conservate presso il Municipio di Storo, la Casa di Riposo di Storo (due studi preparatori di Santi per Grigno); alla Cassa Rurale di Storo ora Banca Valsabbina (tre acqueforti), al MART e al Museo Civico di Rovereto.

## Fonte
- Paola Pizzamano in Bollettino del comune di Storo, anno XXVII, n. 2, dicembre 2007, pp. 39–43